# Marc Dedonder
Marc Dedonder est un journaliste français, directeur de la radio Europe 2 (devenue Virgin Radio) de 2006 à 2009.

## Biographie
Marc Dedonder est un ancien élève de l'école supérieure de journalisme de Lille (69e promotion).
En avril 2006, Marc Dedonder devient directeur d'Europe 2 (disparue en 2008 pour devenir Virgin Radio) en avril 2006, en remplacement de Jean-Pierre Dupasquier (étant nommé directeur délégué chargé des nouveaux médias). À ce titre, il a conservé ses responsabilités sur les rédactions nationales et locales de Virgin Radio et supervise l'ensemble des activités opérationnelles et stratégiques de la station.Marc Dedonder quitte Largardère en novembre 2008.
En 2009, il fonde le site Mygaytrip.com, un site lifestyle pour la communauté gay.
En avril 2013, Marc Dedonder et Matthieu Jost lancent le site misterb&b, un concurrent d'Airbnb pour la communauté gay.